# Migłówko
Migłówko – część wsi Głazica w Polsce, położona w województwie pomorskim, w powiecie wejherowskim, w gminie Szemud. Wchodzi w skład sołectwa Głazica.
W latach 1975–1998 Migłówko administracyjnie należało do województwa gdańskiego.